# Čert (stroj)

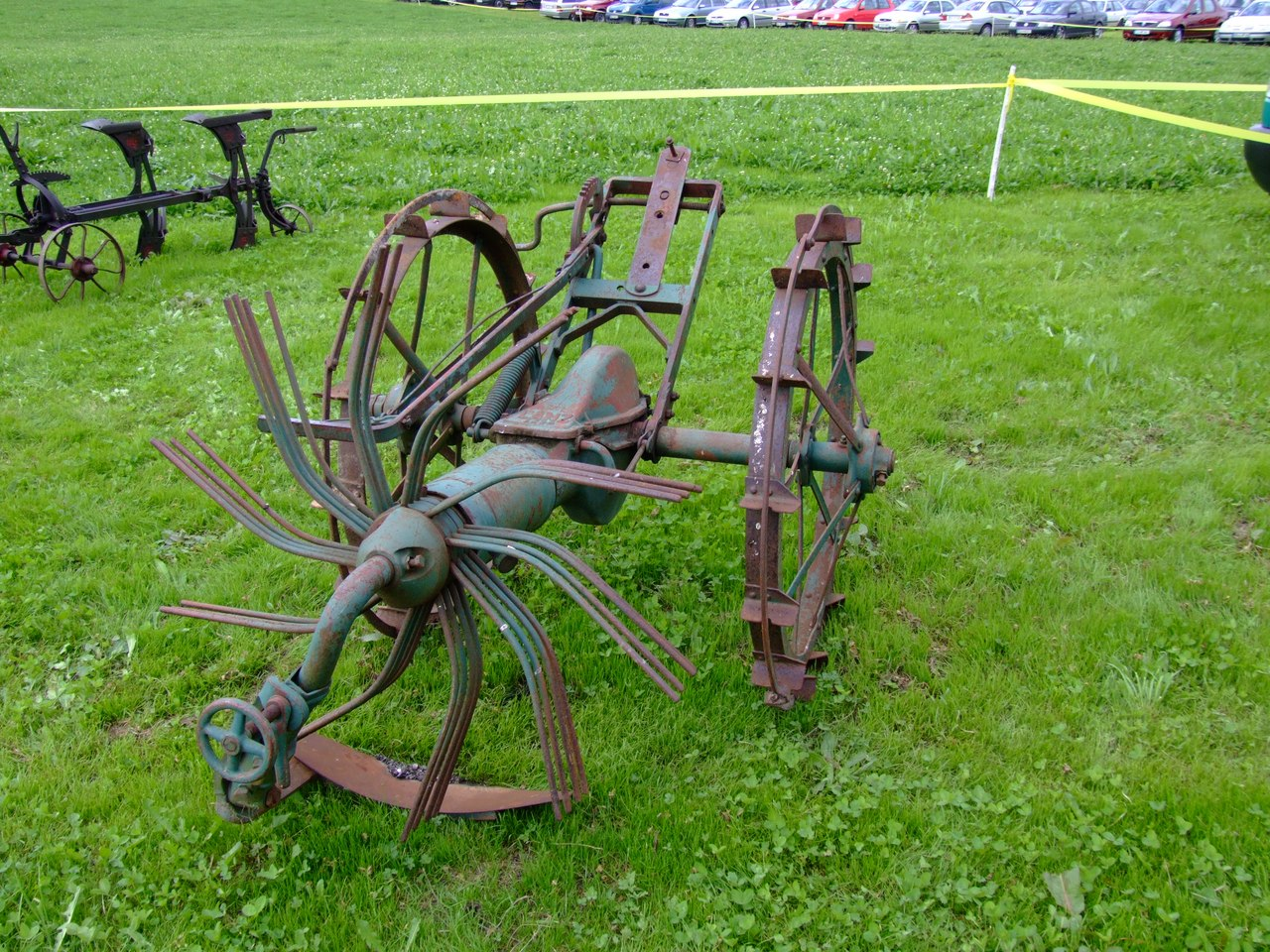
stroj na agro-výstavě

Čert nebo rotační vyorávač brambor je starší zemědělský stroj (původně z 19. století z Anglie) určený pro vyorávání brambor. V dřívějších dobách hojně používaný zemědělský stroj se ještě dnes občas používá na českém venkově. Vyniká zejména jednoduchostí své konstrukce a velice snadnou údržbou.
Pracuje na principu velkého kola umístěného v zadní části stroje, které je po svém obvodu opatřeno železnými prsty resp. packami, jež při otáčivém pohybu kola vyhrabávají brambory ven ze země (fakticky rozmetávají bramborový řádek). Vlastní pohon pracovního stroje je realizován ozubenými kuželovými koly napojenými na zadní ocelová pojezdová kola. Je tedy fakticky poháněn vlastní jízdou po poli. Jeho hlavní nevýhodou je, že zanechává brambory ležet na poli, a ty musí být pak sklizeny ručně. Tento způsob sklízení je ale šetrnější ke sklízeným bramborám, protože nedochází k velkému mechanickému poškození hlíz.
Hodí se spíše pro zemědělce s menší výměrou polí. Větší výměry polí bývají sklízeny pomocí jiných sklízecích strojů, např. různými typy bramborových kombajnů.